# 북아메리카 요리

북아메리카

북아메리카 요리(北America 料理)는 아메리카 요리의 한 갈래로, 북아메리카 지역의 요리들을 포함한다.

## 분류
북아메리카 요리에 속하는 요리는 다음과 같다.
| - 멕시코 요리 - 미국 요리 - 캐나다 요리 - 덴마크 요리 - 그린란드 요리 - 영국 요리 - 버뮤다 요리 - 프랑스 요리 - 생피에르 미클롱 요리 | - 중앙아메리카 요리 - 과테말라 요리 - 니카라과 요리 - 벨리즈 요리 - 엘살바도르 요리 - 온두라스 요리 - 코스타리카 요리 - 파나마 요리 | - 카리브 요리 - 그레나다 요리 - 도미니카 공화국 요리 - 도미니카 연방 요리 - 바베이도스 요리 - 바하마 요리 - 세인트루시아 요리 - 세인트빈센트 그레나딘 요리 - 세인트키츠 네비스 요리 - 아이티 요리 - 앤티가 바부다 요리 - 자메이카 요리 - 쿠바 요리 - 트리니다드 토바고 요리 |

## 같이 보기
- 남아메리카 요리
- 라틴 아메리카 요리
- 아메리카 원주민 요리